# Lista postaci serii Fullmetal Alchemist
Poniżej znajduje się lista postaci występujących w mandze i anime Fullmetal Alchemist.

## Wojsko

### Maes Hughes
Maes Hughes (jap. マース・ヒューズ Māsu Hyūzu) – żołnierz w stopniu podpułkownika. Urodził się w 1883. W wieku około 18 lat wstąpił do akademii wojskowej, gdzie poznał swojego późniejszego przyjaciela, Roya Mustanga. Początkowo rywalizowali ze sobą – zaprzyjaźnili się w momencie, kiedy obaj stanęli w obronie Ishvalczyka, Heiss Cliffa Arbera. Podczas wojny w Ishvalu spotkali go ponownie – kiedy Heiss Cliff zaatakował Mustanga, został zastrzelony przez Hughesa. W czasie wojny poznał swoją przyszłą żonę Gracię. Około 1911 urodziła się jego córka Elicia. Jest on uważany za nadopiekuńczego ojca rodziny, ponieważ często męczy opowiadaniem o żonie i córce swoich współpracowników. To on odkrył, że Amestris jest zagrożone przez armię i został za to zabity przez Envy'ego, który przybrał postać żony Hughesa. Pośmiertnie został awansowany na generała brygady. Jego śmierć jeszcze bardziej zmotywowała Mustanga do działania.

### Alex Louis Armstrong
Alex Louis Armstrong (jap. アレックス・ルイ・アームストロング Arekkusu Rui Āmusutorongu) – Państwowy Alchemik, posługujący się pseudonimem „Silnoręki”, a zarazem żołnierz w stopniu majora. Pochodzi on z bogatej rodziny Armstrongów, a jego starszą siostrą jest generał Olivier Mira Armstrong – dowódczyni fortecy Briggs. Cechuje go ogromna siła fizyczna, a ponadto jest w stanie używać alchemii, bez rysowania kręgów transmutacyjnych. Posiada on bowiem na rękach cestusy (podobne do kastetów), na których wyrysowane są już kręgi. Alex jest także świetnym rysownikiem. Podczas wojny w Ishvalu, sprzeciwiał się masakrze, jednak początkowo wykonywał rozkazy, a następnie zdezerterował. Często służy pomocą braciom Elric lub Royowi Mustangowi. Podczas pobytu w centrali, wraz ze swoją siostrą (która nie darzy go sympatią, twierdząc że Alex jest tchórzem), zostają zaatakowani przez sztuczną armię, a także przez homunkulusa Slotha. Dzięki pomocy Izumi i Siga Curtisów udaje się ich pokonać. Alex bierze także udział w finałowej walce przeciwko Ojcu.

### Solf J. Kimblee
Solf J. Kimblee (jap. ゾルフ・J・キンブリー Zorufu Jei Kinburi) – Państwowy Alchemik, posługujący się pseudonimem „Szkarłatny”, a zarazem żołnierz w stopniu majora. Zdobył uznanie w wojsku, kiedy podczas wojny w Ishvalu wykazał się bezwzględnością przy operacji Eksterminacji Ishvalu. Podczas wojny poważnie zranił Scara, a także zabił jego brata. Został wówczas nagrodzony i otrzymał kamień filozoficzny, który miał zwiększyć jego umiejętności alchemiczne, lecz Kimblee zabił także swoich przełożonych, za co został skazany na długoletnie więzienie. Zostaje on wypuszczony przez Envy'ego i otrzymuje zadanie odnalezienia dra Marcoh i zabicia Scara. Wywołuje także zaplanowaną masakrę w Briggs, kiedy to prowokuje wojska Drachmy do ataku, wiedząc że są skazane na porażkę. Kiedy Pride zostaje uwięziony razem z Alem, Kimblee uwalnia Pride'a i walczy z Alphonse'm, drem Marcoh i Heinkelem. Będąc mocno osłabiony zostaje pochłonięty przez Pride'a. W finałowej walce, okazuje się, że zachował resztki świadomości i odwrócił uwagę Pride'a, co umożliwiło zwycięstwo Edwardowi.

### Grumman
Grumman (jap. グラマン Guraman) – żołnierz w stopniu generała broni, a jednocześnie dziadek Rizy Hawkeye. Kiedy Roy Mustang dowiaduje się, że krajem rządzą homunkulusy, nawiązał współpracę z sędziwym, lecz ambitnym generałem, szukając jego wsparcia. Ten, radzi pułkownikowi, by sprzymierzył się z generałem Ravenem z centrali, co jednak okazuje się błędem, ponieważ Raven także jest zamieszany w spisek. Dzięki działaniom Grummana na wschodzie kraju, udaje się zrealizować plan zabicia Kinga Braldeya, wysadzając pociąg, którym jechał, co jednak nie odnosi zamierzonego skutku. Po śmierci Bradleya, Grumman zostaje nowym dowódcą armii i przywódcą kraju.

### Olivier Mira Armstrong
Olivier Mira Armstrong (jap. オリヴィエ・ミラ・アームストロング Orivie Mira Āmusutorongu) – żołnierz w stopniu generała dywizji, a jednocześnie dowódczyni fortecy Briggs na północy Amestris. Pochodzi ona z bogatej rodziny Armstrongów, a jej młodszym bratem jest major Alex Louis Armstrong – Silnoręki Alchemik. Nie przepada ona za swoim bratem, uważając go za tchórza i walczy z nim o spadek po rodzicach. Po tym, kiedy w fortecy Briggs zjawia się homunkulus Sloth, Olivier zabija generała Ravena, a następnie udaje się do Central City, by otwarcie przyznać to Kingowi Bradleyowi. Działa w cichym i luźnym porozumieniu z Royem Mustangiem, przy próbie przejęcia dowództwa w armii. Podczas ponownego spotkania ze Slothem i armią sztucznych ludzi, przed śmiercią ratuje ją jej brat, Alex.

### Miles
Miles (jap. マイルズ Mairuzu) – żołnierz w stopniu majora, z pochodzenia Ishvalczyk i adiutant generał Olivier Armstrong. Jest jednym z jej najbardziej zaufanych ludzi. Pomimo że nie lubi Państwowych Alchemików, za masakrę, jaką wykonali w jego kraju, postanowił wstąpić na służbę do Amestris. Jego celem jest zmiana kraju, tak aby zaczął tolerować i szanować Ishvalczyków.

### Buccaneer
Buccaneer (jap. バッカニア Bakkania) – żołnierz w stopniu kapitana, zastępca dowódcy fortecy Briggs. Zamiast prawej ręki używa on zaawansowanej protezy, która pomaga mu w walce. Jest on głównodowodzącym buntu w Central City, po domniemanej śmierci Kinga Bradleya. Po przegranym starciu z Wrathem, zadaje mu poważne obrażenia, przez które spada do fosy. Kilka chwil później Buccaneer umiera.

## Cywile

### Izumi Curtis
Izumi Curtis (jap. イズミ・カーティス Izumi Kātisu) – jest mistrzynią alchemii, nauczycielką Edwarda i Alphonse'a Elriców. Urodziła się około 1879 roku, jako Izumi Harnet. W wieku 18 lat, chciała pobierać naukę u mistrza alchemii Golda Steinera, jednak pomyliła go z jego młodszym bratem – Silverem, który obiecał uczyć Izumi, pod warunkiem, że przeżyje ona miesiąc w górach Briggs, mając za broń jedynie nóż. Po zakończeniu treningu, poznała Siga Curtisa, którego wkrótce potem poślubiła. Jakiś czas później zaszła w ciążę, jednak podczas ciąży zachorowała i poroniła. Nie mogąc się z tym pogodzić, spróbowała wskrzesić swoje dziecko, poprzez zakazaną transmutancję człowieka. Za stanięcie przed „Prawdą” musiała oddać część swoich organów wewnętrznych, co objawia się u niej krwawymi wymiotami. Jest ona także w stanie używać alchemii bez rysowania kręgu. Po śmierci matki, bracia, wędrując po kraju, spotkali Izumi, kiedy ta ratowała mieszkańców wioski przed powodzią. Wówczas zostali jej uczniami, lecz musieli podobnie jak ona przejść miesięczny trening w odosobnieniu. Kiedy dowiedziała się, że jej uczniowie także złamali tabu, wyrzekła się ich. Przebywając w centrali, spotyka Hohenheima, który poprawia jej krążenie w brzuchu, dzięki czemu, nie Izumi nie traci już krwi. Izumi jest kandydatką na „ofiarę” dla homunkulusów. W czasie ataku na Central City, przybywa do kwatery głównej i pomaga Alexowi i Olivier pokonać Slotha. Zawsze przedstawia się jako „zwykła gospodyni domowa”, gdyż nie chce zwracać na siebie uwagi.

### Van Hohenheim
Van Hohenheim (jap. ヴァン・ホーエンハイム Van Hōenhaimu) – mistrz alchemii, ojciec Edwarda i Alphonse'a Elriców. W przeszłości był mieszkańcem Xerxes – więźniem o numerze 23. Jego jedynym towarzyszem był Byt w Kolbie – Homunkulus, który nadał mu imię: Van Hohenheim. Hohenheim nauczył się alchemii od swojego pana. Homunkulus podstępem wydostał się z kolby i zabił wszystkich mieszkańców Xerxes, tworząc z nich kamień filozoficzny. Za połowę dusz mieszkańców uzyskał nieśmiertelność, a za drugą połowę Van Hohenheim stał się kamieniem filozoficznym w formie człowieka. Wówczas Hohenheim wyruszył na wschód do Xing, gdzie nauczył mieszkańców alchemii. Następnie, powrócił do Amestris, gdzie poślubił Trishę Elric. W jego ciele mieszka 536 329 dusz mieszkańców Xerxes – Hohenheim rozmawiał z każdą z nich, dzięki czemu zyskał ich poparcie w pokrzyżowaniu planów Ojca. Wiedząc o planach Homunkulusa, postanowił opuścić rodzinę i porozmieszczać części kamienia filozoficznego w strategicznych miejscach. Dzięki temu, kiedy Ojciec zabił wszystkich Amestryjczyków, by otworzyć Bramę całej planety, Hohenheim był w stanie przywrócić ich do życia. Jest jednym z kandydatów na „ofiarę” dla homunkulusów. Po finałowej walce, Hohenheim odwiedza grób Trishy i tam umiera.

## Grupa Scara

### Scar
Scar (jap. スカー Sukā) – bezimienny mieszkaniec Ishvalu, którego przydomek został nadany ze względu na wielką bliznę na twarzy w kształcie litery X. Ma charakterystyczne dla swojej rasy czerwone oczy i brązową skórę. W przeszłości był bojowym mnichem swojego kraju. Około 1901 roku Envy, podszywając się pod amestryjskiego żołnierza zastrzelił ishvalskie dziecko, co spowodowało wybuch wojny domowej. Wówczas jego starszy brat (także ciężko zraniony przez Kimblee'a), który prowadził badania nad alchemią Amestris i danchemią Xing, uratował życie Scara, przeszczepiając mu własną rękę, na której znajdowały się tatuaże dokumentujące część badań. Po 7 latach wojny, wojska Amestris wydały nakaz eksterminacji Ishvalu, której dokonali Państwowi Alchemicy. Po wojnie, będąc ciężko rannym Scar został uratowany przez Yuriya i Sarah Rockbellów (rodziców Winry), których następnie zabił. Jako jeden z nielicznych ocalałych, wędruje po kraju szukając zemsty i mordując Państwowych Alchemików. Z czasem przyłącza się do niego były żołnierz Yoki, a także mieszkanka Xing – May Chang. Na swej drodze spotyka także dr Marcoh, który w przeszłości współtworzył kamienie filozoficzne i brał udział w masakrze Ishvalskiej. Lekarz prosi Scara, by ten go zabił, bo homunkulusy zmuszają go do stworzenia kolejnych kamieni, jednak Ishvalczyk postanawia zabrać go ze sobą. Jego grupa kieruje się wówczas na północ, by znaleźć notatki brata Scara, dotyczące alchemii i danchemii. Przebywając w Briggs, spotyka swojego pobratymca, majora Milesa, który tłumaczy Scarowi, że przystał do armii Amestris aby zmienić ten kraj, w taki sposób, by ludzie zaczęli tolerować i szanować Ishvalczyków. Wówczas Scar zmienia swoje nastawienie i postanawia pomóc Edwardowi Elricowi. Toczy on następnie walki z homunkulusami, a w finałowej potyczce, wraz z Lan Fan, zabija Wratha.

### Tim Marcoh
Tim Marcoh (jap. ティム・マルコー Timu Marukō) – były Państwowy Alchemik, posługujący się pseudonimem „Kryształowy”. W przeszłości pracował nad kamieniem filozoficznym i do tego poświęcił życia wielu mieszkańców Ishvalu. Po tych doświadczeniach, dręczony wyrzutami sumienia, odszedł z wojska i osiadł w małym miasteczku. Został tam znaleziony przez majora Armstronga i braci Elric, którym odmówił pomocy, lecz później zmienił zdanie i przekazał im miejsce ukrycia wyników swoich badań. Następnie został porwany przez Lust i uwięziony. Kiedy znalazł go Scar, Marcoh poprosił go by go zabił, bo homunkulusy zmuszają go do stworzenia kolejnych kamieni, jednak Ishvalczyk postanawia zabrać go ze sobą. Za pomocą swojej mocy Scar zmienia także twarz doktora, aby nikt go nie rozpoznał. Następnie wyruszają, by odnaleźć i odszyfrować notatki brata Scara. Dzięki jego podstępowi oraz jego mocy, grupie Scara udaje się także pokonać ścigającego ich Envy'ego.

### Yoki
Yoki (jap. ヨキ Yoki) – były żołnierz w stopniu porucznika, pochodzący z Youswell, gdzie był zarządcą kopalni. Nakładał wówczas olbrzymie podatki, których ludzie nie byli w stanie opłacić i zbankrutowali. Wówczas bracia Elric zjawili się w mieście i ujawnili jego interesy, co poskutkowało pozbawieniem prawa udziałów kopalni i wydaleniem z armii. Szukając zemsty na Edwardzie, Yoki dołącza do grupy Scara, jego samego tytułując "szefem".

## Przybysze z Xing

### Ling Yao
Ling Yao (jap. リン・ヤオ Rin Yao), (także Lin Yao) – mieszkaniec, położonego na wschodzie państwa, Xing. Jest 12. w kolejce do tronu cesarskiego księciem, pochodzącym z rodu Yao. Ma 15 lat. Zawsze towarzyszą mu ochroniarze: Lan Fan oraz Fu. Ling świetnie posługuje się bronią białą, zwłaszcza sieczną. Jego celem jest zdobycie kamienia filozoficznego, aby móc zostać nowym cesarzem. W tym celu sprzymierza się z Edwardem Elriciem i jego świtą i często służy mu pomocą. Podczas pierwszej konfrontacji z Ojcem, Ling dobrowolnie pozwala mu na wprowadzenia kamienia filozoficznego do ciała, co czyni z niego homunkulusa Greeda. Jednakże Ling nadal jest w stanie czasami przejąć kontrolę nad swoim ciałem. W finałowej walce Greed poświęca się, aby umożliwić Edwardowi zwycięstwo i dzięki temu Ling odzyskuje swoje ciało. Ponieważ udaje mu się zdobyć kamień filozoficzny, powracając do Xing zostaje nowym cesarzem.

### Lan Fan
Lan Fan (jap. ランファン Ranfan), (także Ranfan) – mieszkanka, położonego na wschodzie państwa, Xing. Jest towarzyszką i ochroniarką Linga Yao. Jest także wnuczką Fu. Podczas konfrontacji z Wrathem, zostaje ciężko ranna i aby umożliwić Lingowi ucieczkę, odcina sobie rękę. Dzięki jej pomocy Lingowi udaje się pokonać Wratha podczas ich drugiej konfrontacji. Dzięki jej pomocy Scar, zabija Kinga Bradleya.

### Fu
Fu (jap. フー Fū), (także Who) – mieszkaniec, położonego na wschodzie państwa, Xing.  Jest towarzyszem i ochroniarzem Linga Yao. Jest także dziadkiem Lan Fan. Pomaga obrońcom Amestris, między innymi poprzez wywiezienie do Xing Marii Ross, oskarżonej o zabójstwo Maesa Hughesa. Podczas konfrontacji z Kingiem Bradleyem, w czasie buntu w kwaterze głównej, ponosi śmierć z jego ręki. Jednak dzięki tej ofierze, kapitan Buccaneer mógł zadać poważną ranę Wrathowi.

### May Chang
May Chang (jap. メイ・チャン Mei Chan) – mieszkanka, położonego na wschodzie państwa, Xing. Jest 17. w kolejce do tronu cesarskiego księżniczką, pochodzącą z rodu Chang. Towarzyszy jej mała panda Shao May (jap. (シャオメイ Shao Mei). Jej celem jest zdobycie kamienia filozoficznego, aby zostać nowym cesarzem i móc obronić swój klan. Początkowo jest zakochana w Edwardzie Elricu, jednak ze względu na niski wzrost, przenosi swoje uczucia na Alphonse'a. Podczas wędrówki, przyłącza się do grupy Scara. Posługuje się ona danchemią – leczniczą alchemią, dzięki której bracia Elric mogą odzyskać dawne ciała. Po finałowej walce powraca do Xing, a Ling Yao, obiecuje wziąć w opiekę jej klan.

## Homunkulusy

### Ojciec
Ojciec (jap. お父様 Otō-sama) – główny antagonista serii, twórca wszystkich homunkulusów. Jest nazywany także Homunkulusem (jap. ホムンクルス Homunkurusu) lub Bytem w Kolbie (jap. フラスコの中の小人 Furasuko no Naka no Kobito). W przeszłości był stworzeniem, kształtem przypominającym piłkę i był zamknięty w kolbie laboratoryjnej. Jego więzienie znajdowało się w pokoju niewolnika numer 23 (któremu nadał imię Van Hohenheim) w Xerxes, gdzie Hohenheim był niewolnikiem. Marzeniem Ojca było wydostanie się z kolby. Ponieważ król Xerxes chciał uzyskać nieśmiertelność Homunkulus obiecał mu pomóc to osiągnąć. W rzeczywistości Ojciec stworzył wielki krąg transmutacyjny, dzięki któremu zabił wszystkich mieszkańców Xerxes, włącznie z królem. Za połowę dusz mieszkańców uzyskał nieśmiertelność, a za drugą połowę stworzył kamień filozoficzny w formie człowieka – Van Hohenheima. Ponieważ pragnął stać się bytem doskonałym, stworzył homunkulusy, wyzbywając się grzechów głównych i zatracając swoje człowieczeństwo. Dzięki stworzonemu kręgowi transmutacyjnemu wokół kraju Amestris, otwiera Bramę całej planety, chcąc pochłonąć Boga. Kiedy wyczerpała się moc jego kamienia filozoficznego, został pokonany przez Edwarda Elrica.

### King Bradley
King Bradley (jap. キング・ブラッドレイ Kingu Buraddorei) – znany także jako Wrath (jap. ラース Rāsu), homunkulus reprezentujący grzech gniewu. Jest głową państwa Amestris i przysługuje mu tytuł Jego Ekscelencji lub Führera (jap. 大総統 Daisōtō). Ma 60 lat i jako jedyny spośród homunkulusów starzeje się. Jego tatuaż Uroborosa znajduje się na lewym oku. Jest żonaty i ma adoptowanego syna Selima. Nie zna swojego prawdziwego imienia, które zostało mu nadane, kiedy jako dziecko był szkolony do zostania przywódcą kraju. Został mu wówczas wszczepiony kamień filozoficzny, dzięki czemu stał się homunkulusem. Jest mistrzem władania bronią sieczną, dzięki której pokonał m.in. Greeda czy Fu. Został zabity przez Scara.

### Selim Bradley
Selim Bradley (jap. セリム・ブラッドレイ Serimu Buraddorei) – znany także jako Pride (jap. プライド Puraido), homunkulus reprezentujący grzech pychy. Jako jedyny nie posiada tatuażu Uroborosa. Pochodzi z rodziny Bradleyów – jest adoptowanym synem Kinga Bradleya i jego żony, a także pierwszym (najsilniejszym) homunkulusem. Posiada moc władania cieniem, który zniszczyć wszystko z czym wejdzie w kontakt. Może także pochłonąć inne osoby, zyskując dzięki temu ich umiejętności. Kiedy Riza Hawkeye poznaje jego tożsamość, Pride grozi jej śmiercią jeśli się zdradzi. Podczas walki z drużyną Edwarda, zostaje uwięziony przez Hohenheima wraz z Alphonse'm. Osłabiony przeprowadzeniem ludzkiej transmutancji zostaje zabity przez Eda. Odradza się jako zwykłe dziecko, wychowywane przez wdowę po Bradleyu.

### Lust
Lust (jap. ラスト Rasuto) – homunkulus reprezentujący grzech żądzy. Jest jedyną kobietą-homunkulusem, a jej tatuaż Uroborosa znajduje się na klatce piersiowej. Posiada zdolność wydłużania swoich palców i używanie ich głównie jako broń kolna. Podczas konfrontacji z Royem Mustangiem, jej ciało zostaje wielokrotnie spalone, aż jej kamień filozoficzny traci swoją moc i Lust ginie.

### Gluttony
Gluttony (jap. グラト二ー Guratonī) – homunkulus reprezentujący grzech obżarstwa. Jego tatuaż Uroborosa znajduje się na języku. Posiada zdolność zjadania swoich przeciwników; zazwyczaj towarzyszy Lust. Jest fałszywą Bramą Prawdy. Kiedy Gluttony znalazł się w pobliżu zabójcy Lust – Roya Mustanga, doznał niekontrolowanego ataku gniewu, w wyniku czego zjadł Eda, Envy'ego i Linga. Podczas walki w siedzibie Ojca, wyczerpuje moc kamienia i ginie. Następnie Ojciec przywraca go do życia, jednak podczas walki z Edwardem Elriciem, zostaje pochłonięty przez Pride'a.

### Envy
Envy (jap. エンヴィー Envī) – homunkulus reprezentujący grzech zazdrości. Jego tatuaż Uroborosa znajduje się na lewym udzie. Posiada zdolność zmiany kształtu i przybierania formy innych ludzi. Jego ciało składa się z ciał zabitych mieszkańców Xerxes, którzy zostali straceni do stworzenia kamienia filozoficznego. To on, podszywając się pod żołnierza, zabił Ishvalskie dziecko, co spowodowało wybuch wojny w Ishvalu. To on także zabił Maesa Hughesa, który odkrył plany homunkulusów odnośnie do kraju Amestris. Wpada w pułapkę przygotowaną przez chimery oraz doktora Marcoh, dzięki czemu zostaje pokonany i zredukowany do formy robaka. Niebawem udaje mu się powrócić do ludzkiej formy, a następnie spotyka Roya Mustanga, któremu przyznaje się do zabicia Hughesa. Wówczas pułkownik, w przypływie gniewu, spala Envy'ego tak długo, aż kamień filozoficzny nie straci mocy. Będąc ponownie w formie robaka, Envy popełnia samobójstwo, niszcząc swój kamień filozoficzny.

### Greed
Greed (jap. グリード Gurīdo) – homunkulus reprezentujący grzech chciwości. Jego tatuaż Uroborosa znajduje się na wierzchniej stronie lewej ręki. Posiada zdolność zamiany węgla w swoim ciele w pancerz twardy niczym diament. W przeszłości zdradził homunkulusy i na 100 lat odłączył się od reszty. Po ponownym spotkaniu i porażce w walce z Wrathem, zostaje uśmiercony przez Ojca, a następnie przywrócony do życia w ciele Linga Yao. Od tego czasu Greed „dzieli” swoje ciało z Lingiem. Po ponownym opuszczeniu homunkulusów dołącza do grupy Edwarda Elrica i przeciwstawia się Ojcu w finałowej walce. Poświęca tam wówczas swoje życie, oddając ciało Lingowi, tak by umożliwić Edowi zwycięstwo.

### Sloth
Sloth (jap. スロウス Surōsu) – homunkulus reprezentujący grzech lenistwa. Jego tatuaż Uroborosa znajduje się na prawym barku. Jest najszybszym homunkulusem, niekontrolującym swojej prędkości, a także posiada nadludzką siłę. Jego zadaniem jest wykopanie całego tunelu wokół Amestris. W czasie, gdy przebywał w kwaterze głównej w Central City, miał zabić generał Olivier Mirę Armstrong, lecz na drodze stanął mu jej brat, Alex. Niedługo potem na miejscu zjawiła się także Izumi Curtis, z mężem Sigiem i dzięki ich pomocy Sloth został zabity.

## Chimery
Jelso (jap. ジェルソ Jeruso) i Zanpano (jap. ザンパノ? Zampano)– chimery powstałe ze skrzyżowania człowieka z dzikiem (Jelso) i człowieka z żabą (Zanpano). Zostają przydzielone do współpracy z Solfem Kimlbee'm, po to by odszukać Scara. Kiedy go odnajdują przyłączają się do Edwarda Elrica i odtąd podróżują z nim. Pomagają także przygotować zasadzkę na Envy'ego. W finałowej walce przeciwstawiają się Ojcu i jego podwładnym, razem z innymi chimerami – Dariusem i Heinkelem.
Darius (jap. ダリウス Dariusu) i Heinkel (jap. ハインケル Hainkeru) – chimery powstałe ze skrzyżowania człowieka z gorylem (Darius) i człowieka z lwem (Heinkel). Po walce Kimblee'a z Edwardem, przyłączają się do głównego bohatera. Dzięki ich zdolnościom udaje im się wyjść cało podczas walki z Pride'm i Gluttony'm. W finałowej walce przeciwstawiają się Ojcu i jego podwładnym, razem z innymi chimerami – Jelso i Zanpano.

## Inni
- Shou Tucker (jap. ショウ・タッカー Shō Takkā) – Państwowy Alchemik posługujący się pseudonimem „Zszywający Życia”[51]. Licencję alchemika otrzymał, gdy dwa lata przed akcją serii stworzył chimerę, mówiącą ludzkim głosem[42]. W rzeczywistości była ona stworzona z jego żony[42]. Po poznaniu braci Elric stworzył kolejną chimerę – ze swojej córki Niny oraz psa Alexandra[42]. Został zabity przez Scara[42].
- Jean Havoc (jap. ジャン・ハボック Jan Habokku) – żołnierz w stopniu podporucznika, jeden z najbardziej zaufanych ludzi Roya Mustanga[31]. Po walce z Lust zostaje sparaliżowany[58].
- Heymans Breda (jap. ハイマンス・ブレダ Haimansu Bureda) – żołnierz w stopniu podporucznika, jeden z najbardziej zaufanych ludzi Roya Mustanga[31]. Po ujawnieniu się Mustanga Kingowi Bradleyowi, Breda zostaje wysłany do kwatery w West City[13].
- Vato Falman (jap. ヴァトー・ファルマン Vatō Faruman) – żołnierz w stopniu chorążego, jeden z najbardziej zaufanych ludzi Roya Mustanga[31]. Po ujawnieniu się Mustanga Kingowi Bradleyowi, Falman zostaje wysłany do kwatery w Briggs[13].
- Kain Fuery (jap. ケイン・フュリー Kein Fyurī) – żołnierz w stopniu starszego sierżanta, jeden z najbardziej zaufanych ludzi Roya Mustanga[31]. Po ujawnieniu się Mustanga Kingowi Bradleyowi, Fuery zostaje wysłany do kwatery w South City[13].
- Maria Ross (jap. マリア・ロス Maria Rosu) – żołnierz w stopniu podporucznika. W wyniku intrygi homunkulusów, zostaje oskarżona o zabójstwo Maesa Hughesa[86]. Roy Mustang, nie wierząc w jej winę, finguje jej śmierć, a następnie pomaga jej uciec do Xing[58].
- Pinako Rockbell (jap. (ピナコ・ロックベル Pinako Rokkuberu) – jest babcią Winry od strony ojca. Jej dzieci, Yuriy i Sarah[87] byli chirurgami i zostali zabici na wojnie w Ishvalu[8]. Jest dawną znajomą Hohenheima, z którym często lubiła spożywać alkohol[8]. Od czasu śmierci Trishy Elric, opiekowała się Edwardem i Alphonse'm[87].
- Knox – lekarz i naukowiec, który w przeszłości brał udział w wojnie w Ishvalu, gdzie współpracował z Timem Marcoh, nad stworzeniem kamienia filozoficznego[12]. Dręczony wyrzutami sumienia zaprzestał praktyki lekarskiej i został patologiem[12].
- Złotozębny naukowiec – lekarz, blisko współpracujący z homunkulusami, cierpiący na egzotropię[59]. To on stworzył Wratha z Kinga Bradleya i nadzorował prace w piątym laboratorium[59]. Chce zmusić Mustanga do przeprowadzenia ludzkiej transmutancji, lecz sam zostaje złożony w ofierze[88].